# 小行星1176
小行星1176（1176 Lucidor）是一颗围绕太阳公转的小行星。1930年11月15日，歐仁·約瑟夫·德爾波特在于克勒发现了此天体。
該小行星以德爾波特的朋友魯西多（Lucidor）命名。
这颗小行星的绝对星等为156.1502597748917等。